# Камелево
Камелево (баш. Кәмил) — деревня в Бураевском районе Республики Башкортостан Российской Федерации. Входит в состав Вострецовского сельсовета. 

## География

### Географическое положение
Находится на берегу реки Белой.
Расстояние до:
- районного центра (Бураево): 41 км,
- центра сельсовета (Вострецово): 8 км,
- ближайшей ж/д станции (Янаул): 109 км.

## Население
| 2002 | 2009 | 2010 |
| ---- | ---- | ---- |
| 88   | ↘86  | ↘66  |

Согласно переписи 2002 года, преобладающая национальность — башкиры (92 %).